# Ulrika Dahl
Ulrika Dahl född 1970, är en svensk filosofie doktor, författare och professor vid centrum för genusvetenskap vid Uppsala Universitet.
Dahl disputerade 2004 på en etnografisk studie av konstruktionen av kön och synen på kunskap i jämställdhets- och utvecklingsarbete i Norrlands inland.
Hennes aktuella forskning handlar om queer släktskap, familj och reproduktion genom intersektionella, transnationella och kritiska rasperspektiv. Hon arbetar också med antigenusrörelser och den konservativa vändningen inom feminismen i Sverige.
Hon var under tiden 2008–2016 verksam som lektor i genusvetenskap vid Södertörns Högskola och innehade 2016–2018 en docentur i samma ämne vid Uppsala Universitet. Hon har återkommande medverkat i, och är sedan 2009 chefredaktör för tidskriften lambda nordica. Hon är sedan 2014 associate editor  för European Journal of Women's Studies. År 2018 utsågs hon till professor i genusvetenskap vid Uppsala universitet.